# Za Brdom
Za Brdom (892 m) – szczyt w Wielkiej Fatrze na Słowacji. Wznosi się po południowo-zachodniej stronie Rużomberku (słow. Ružomberok).
Za Brdo to niewysoka, ale wyrazista kopka w północnym grzbiecie Malinnégo oddzielającym Čutkovską dolinę od doliny Hrabovskiego potoku. W grzbiecie tym kolejno znajdują się: Malinné (1209 m), Za Brdom, Brdo, Čutkovo (737 m) i Milkov (681 m). Za Brdom  jest całkowicie porośnięte lasem. 
Przez szczyt nie prowadzi żaden znakowany szlak turystyczny. Znajduje się w otulinie Parku Narodowego Wielka Fatra.